# Kopciele
Kopciele (biał. Капцялі, Kapciali; ros. Коптели, Koptieli) – chutor na Białorusi, w obwodzie witebskim, w rejonie głębockim, w sielsowiecie Ziabki.

## Historia
W czasach zaborów wieś w powiecie dzisieńskim, w guberni wileńskiej Imperium Rosyjskiego.
W latach 1921–1945 wieś leżała w Polsce, w województwie wileńskim, w powiecie dziśnieńskim, w gminie Prozoroki.
Według Powszechnego Spisu Ludności z 1921 roku zamieszkiwało tu 28 osób, 24 było wyznania rzymskokatolickiego a 4 prawosławnego. Jednocześnie wszyscy mieszkańcy zadeklarowali polską przynależność narodową. Było tu 5 budynków mieszkalnych. W 1931 w 7 domach zamieszkiwało 28 osób.
Wierni należeli do parafii rzymskokatolickiej i prawosławnej w Prozorokach. Miejscowość podlegała pod Sąd Grodzki w Głębokiem i Okręgowy w Wilnie; właściwy urząd pocztowy mieścił się w Prozorokach.